# Chrapovljanka
Chrapovljanka (ryska: Храповлянка) är ett vattendrag i Belarus.   Det ligger i voblasten Vitsebsks voblast, i den nordöstra delen av landet, 230 km nordost om huvudstaden Minsk.
Omgivningarna runt Chrapovljanka är en mosaik av jordbruksmark och naturlig växtlighet. Runt Chrapovljanka är det ganska tätbefolkat, med 139 invånare per kvadratkilometer.